# Insula Kozlodui
Insula Kozlodui (în bulgară Остров Козлодуй, Ostrovul Kozlodui) este a doua cea mai mare insulă bulgară dunăreană (după insula Belene). Situată vizavi de orașul Kozlodui, insula are 7,5 km în lungime și între 0,5 și 1,6 km lățime și o suprafață de 6,10 km2.
Insula are o înălțime maximă de 4,3 metri deasupra fluviului, iar flora este formată, în principal, din arbori de plop. Pe insulă sunt multe cuiburi de gâște și rațe sălbatice.
Situată la o distanță de circa 200 m de malul bulgar, insula este accesibilă numai cu barca.

## Clima
În regiune predominant este climatul temperat-continental. Temperatura medie anuală în zonă este de 12°C. Luna cea mai caldă este luna august, când temperatura medie este de 26°C, iar cea mai rece este ianuarie, cu -4°C. Media anuală a precipitațiilor este de 906 milimetri. Cea mai ploioasă lună este mai, cu o medie de 111 mm precipitații, iar cel mai uscat este luna august, cu 37 mm de precipitații.

## Legături externe
- Poziția pe hartă - wikimapia.org